# 安閑神社 (高島市)
安閑神社は、滋賀県高島市にある神社である。市内に2社存在する。

## 安閑神社〔安曇川町三尾里鎮座〕

### 祭神
- 安閑天皇

### 歴史
創祀年代や由緒は不詳である。

### 文化財

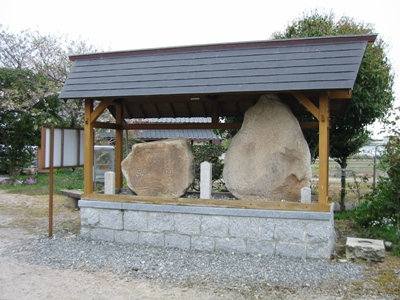
安閑神社　神代石（左）と大井子の力石

神代石
神代文字と伝わる文様が描かれた大きな石

### 周辺
- えな塚
- 箕島神社
- ウエストレイクホテル
- JR湖西線安曇川駅

## 安閑神社〔今津町浜分鎮座〕

### 祭神
- 安閑天皇

### 歴史
文禄年間（1593-96年）に権現堂として創祀されたという。文化元年（1804年）に現在地に再建された。

### 祭典
- 例祭　　4月22日

### 周辺
- 願海寺
- 今津浜
- アロン化成 滋賀工場
- 今津サンブリッジホテル
- 平和堂 今津店